# 拉多夫利察市鎮

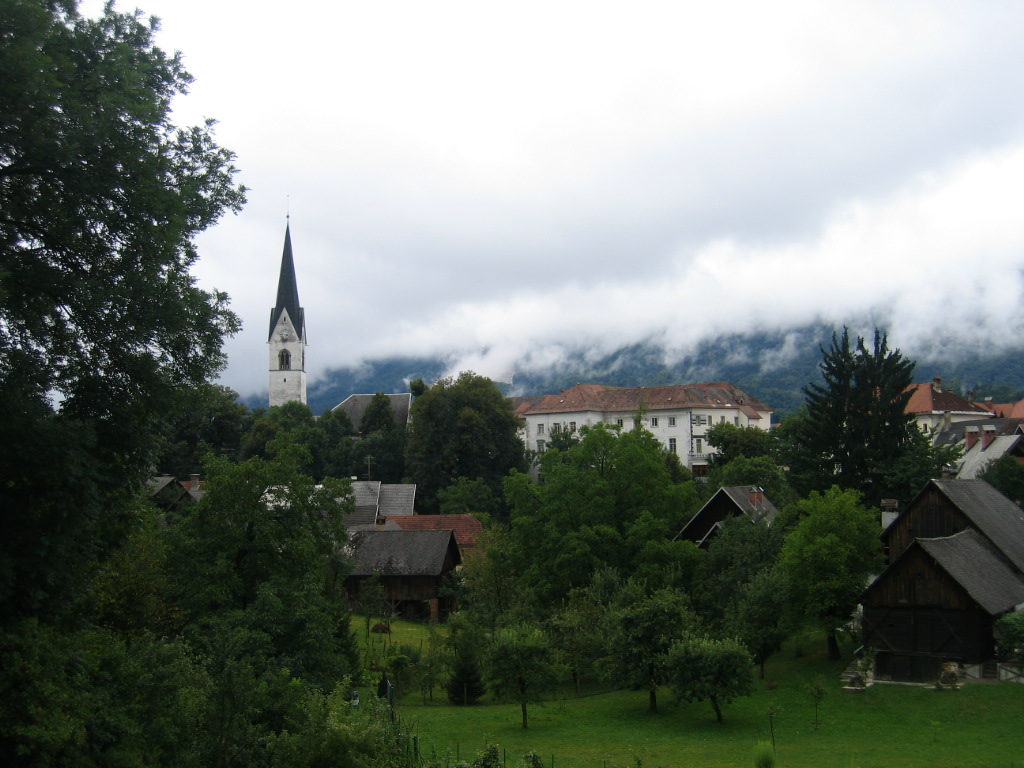

拉多夫利察市鎮是斯洛文尼亞西北部的一個市镇，行政中心為拉多夫利察。面積118.7平方公里，2002年人口18,164。主要經濟活動有旅遊業。

## 外部連結
- 官方网站  （斯洛文尼亚文）